# Jerzy Młodziejowski
Jerzy Młodziejowski (ur. 2 lutego 1909 w Łuhinkach, ukr.: „Łuhynky”, na Wołyniu, zm. 7 maja 1985 w Poznaniu) – polski doktor geografii, taternik, krajoznawca, skrzypek i altowiolista (Konserwatorium Poznańskie 1927), kompozytor, dyrygent (chórów, orkiestr symfonicznych i innych), krytyk muzyczny, publicysta (sprawy muzyczne, krajoznawcze i ochrony przyrody), prelegent w radiu i telewizji.

## Życiorys
W maju 1919 r. został przyjęty do gimnazjum klasycznego, z łaciną i greką, rozpoczął także naukę gry na skrzypcach u Edwina Jahnkego, by w rok później dostać się do Konserwatorium Poznańskiego za dyrektury Henryka Opieńskiego – bliskiego znajomego Mieczysława Karłowicza. Jego nauczycielem gry na skrzypcach został Stanisław Pawlak.
W 1927 r. zdał maturę i rozpoczął studia na Wydziale Matematyczno-Przyrodniczym Uniwersytetu Poznańskiego. Od 1929 r. był członkiem Sekcji Turystycznej Polskiego Towarzystwa Tatrzańskiego. W 1932 r. ukończył studia geograficzne pod kierunkiem prof. Stanisława Pawłowskiego, jego praca magisterska nosiła tytuł Morfologia grzbietowa polskich Tatr. Od 1932 r. pracował w Wojskowym Instytucie Geograficznym i prowadził badania nad głębokością stawów w Tatrach Polskich. W 1934 r. obronił pracę doktorską „Morfologia glacjalna Siwych Sadów w Dolinie Kościeliskiej w Tatrach”.
Od czerwca 1940 r. do końca wojny przebywał w Oflagu II C Woldenberg (Dobiegniew). Prowadził tam złożoną z jeńców orkiestrę symfoniczną i chór męski.
Od 1947 r. pracował jako altowiolista w Filharmonii Poznańskiej. W 1952 r. założył w Opolu orkiestrę symfoniczną. Od 1970 r. pracował jako redaktor muzyczny Polskiego Radia w Poznaniu.
Został pochowany na cmentarzu na Sołaczu przy ul. Lechickiej i Szczawnickiej (kwatera św. Michała-16-3).

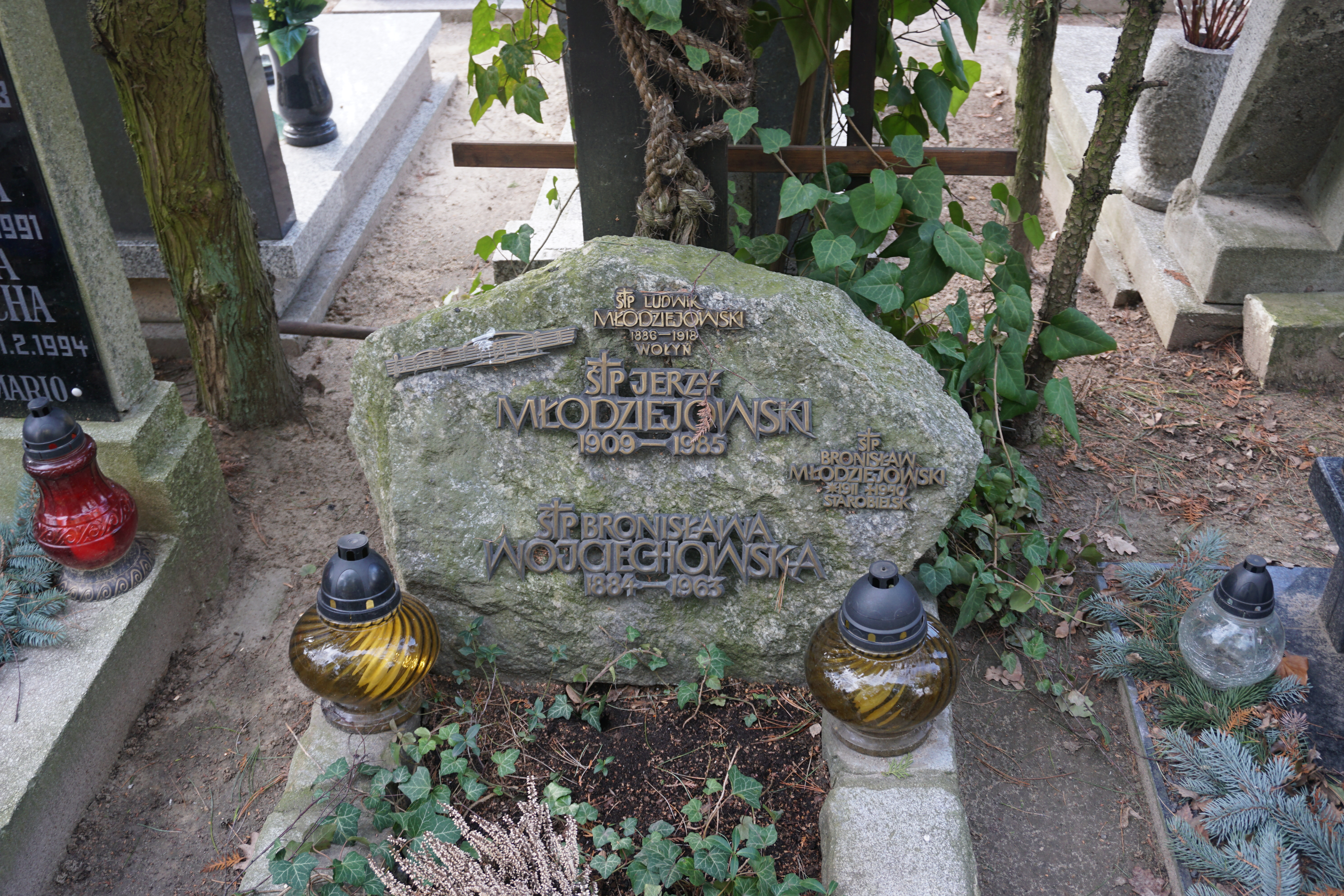
Grób Jerzego Młodziejowskiego na cmentarzu św. Jana Vianneya w Poznaniu

Jego bratem był Bronisław Młodziejowski (1911-1940), muzyk, pianista, dyrygent, podporucznik piechoty rezerwy Wojska Polskiego, ofiara zbrodni katyńskiej. Synem jest Bronisław Młodziejowski (ur. 1948), doktor habilitowany nauk biologicznych, wykładowca akademicki, generał brygady WP, specjalista w zakresie biologii kryminalistycznej i osteologii sądowo-lekarskiej.

## Publikacje
- 1934, Zjawiska tektoniczne na grzbietach Tatr Zachodnich, złoty medal Uniwersytetu Poznańskiego,
- 1934, Krajobraz geograficzny Doliny Pańszczycy w Tatrach,
- 1935, Stawy w krajobrazie Tatr,
- 1936, Smreczyny w Dolinie Kościeliskiej,
- 1937, Morskie Oko,
- 1937, Rzeźba polskich Tatr Zachodnich,
- 1974, O Tatrach rozmowy, Nasza Księgarnia, Warszawa 1974,
- 1974, Morskie Oko, wyd. III zmienione, Sport i Turystyka, Warszawa 1974,
- 1981, Moja tatrzańska symfonia, Wydawnictwo Literackie, Kraków 1981, ISBN 83-08-00237-4,
- 1983, Orawą...Podhalem...Spiszem, Sport i Turystyka, Warszawa 1983, ISBN 83-217-2416-7.